# Golden Heart Tour
De Golden Heart Tour is een tournee van de Schotse gitarist en zanger Mark Knopfler, gehouden in 1996. De tournee bestond uit 44 concerten in Europa. De tournee begon op 15 april in Londen en eindigde op 4 augustus in Antibes. Mark Knopfler stond vijf keer in Nederland.
De band van Mark Knopfler tijdens deze tournee bestond uit Guy Fletcher (toetsen), Richard Bennett (gitaar), Chad Cromwell (drums) en Glenn Worf (basgitaar).
Het concert op 15 april werd gefilmd door de BBC en verscheen als de concertfilm A Night In London.

## Setlist
Mark Knopfler staat er om bekend dat hij bijna elke avond andere nummers speelt, zo ook deze tournee.
1. Darling Pretty
2. Walk of Life
3. Imelda
4. The Bug
5. Rüdiger
6. Je Suis Désolé
7. Calling Elvis
8. I'm the Fool
9. Last Exit to Brooklyn
10. Romeo and Juliet
11. Sultans of Swing
12. Done With Bonaparte
13. Father and Son
14. Golden Heart
15. Water of Love
16. Cannibals
17. Telegraph Road
18. Brothers in Arms
19. Money for Nothing
20. The Long Highway
21. Going Home: Theme from Local Hero

Overige gespeelde nummers:
Dire Straits:
- Portobello Belle

Solomateriaal:
- A Love Idea
- A Night In Summer Long Ago
- Are We In Trouble Now
- Gravy Train
- Hawaiian Lullaby
- No Can Do
- Vic And Ray